# Bàgacum dels Nervis
Bàgacum fou una ciutat del poble belga dels nervis, segurament la seva principal ciutat. Estava comunicada per carretera amb ciutats importants: Turnacum (Tournai), Camaracum (Cambrai), Durocòrtorum (Reims), Atuatuca Tungrorum (Tongeren). S'ha trobat una inscripció a la ciutat que recorda la visita de Tiberi a la Gàl·lia abans de ser emperador. Fou una ciutat de certa importància sota l'imperi anomenada Bagacum Nerviorum, però fou destruïda pels francs i d'altres pobles a finals del segle iv. Anteriorment s'havia dit Bavay i actualment també. S'hi han trobat força restes romanes.

## Etimologia
El nom de Bàgacum porta el sufix -acum que indica «originari de», precedit de l'antic terme celta bagos, que vol dir «faig», un arbre que, si era centenari, era considerat sagrat pels celtes. L'arquetip original devia ser Bāgākon, però va adoptar la forma llatinitzada Bagacum. Hi ha un bosc homònim a Suïssa, Beiach (que antigament era també Bāgākon), i potser també en sigui Bahais (a la Baixa Normandia),amb el significat de «fageda».
El terme protoindoeuropeu bhāgós va originar en llatí la paraula fagus (que en italià va donar faggio, en occità fay, en català faig). El terme celta bagos va donar en el germànic la paraula bōkjō, d'on venen el terme en alemany Buche i l'anglès beech.

## Fundació i creixement
Amb l'arribada de l'emperador August al poder, l'essencial de la Gàl·lia ja estava conquerit pels romans, i va quedar dividida en tres províncies: l'Aquitània, la Cèltica i la Belga, entre el riu Sena i el Rin (terres conegudes en conjunt com Gàl·lia Comata). Aquesta darrera estava dividida en divuit ciutats, d'entre les quals estava la capital dels nervis, que llavors es deia Bavay i els romans van anomenar Bagacum Nerviorum.
Bavay es va fundar poc abans de l'època d'August, segons Jean-Louis Boucly durant la dècada anterior a l'era cristiana, i es va desenvolupar ràpidament. L'any 4 aC es va erigir un monument al fòrum per commemorar el pas de Tiberi, qui sembla que va donar un impuls notable a l'extensió de la ciutat. En època de Claudi tenia una superfície estimada de vuit hectàrees i al segle ii Bàgacum feia quaranta hectàrees.

## Morfologia urbana
Sembla que des dels inicis la planificació urbana tenia forma hipodàmica. El traçat partia d'un fòrum tripartit clos, un esquema àmpliament utilitzat en la segona meitat del primer segle abans de Crist. Aquesta forma inicial es va conservar durant totes les ampliacions que es van fer. El fòrum criptopòrtic data de l'any 150. És l'únic a França que s'ha pogut reconstruir completament. La basílica que hi havia feia 98 m de llargada i és la més gran descoberta fins a l'actualitat.
Bavacum va ser un lloc de confluència de camins, d'allí partien set rutes que comunicaven amb les ciutats veïnes més importants: Atuatuca Tungrorum (Tongeren) i Colonia Agrippina (Colònia); Augusta Trevirorum (Trèveris); Anvers i Rheno Traiectum (Utrecht); Candia (Gant); Turnacum (Tournai); Camaracum (Cambrai) i Samarobriva Ambianorum (Amiens); Augusta Viromanduorum (Vermand) i Bellovacum (Beauvais); Durocòrtorum (Reims). El traçat d'aquestes vies és encara visible en els mapes de carreteres actual.

## Activitat econòmica

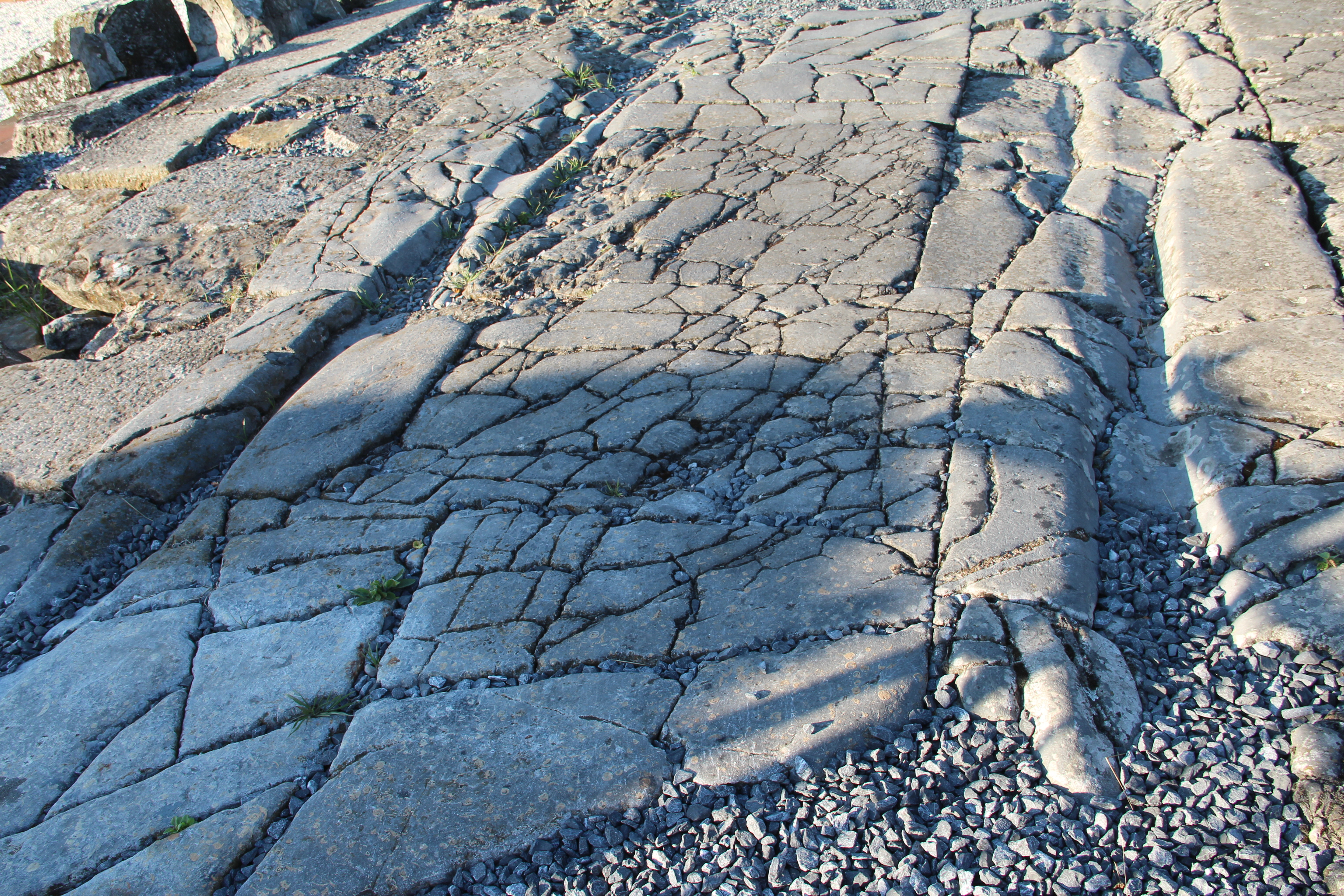
Profunds carreus tallats pel carruatge de l'època a la via romana Bavay-Colònia.

En aquesta nova ciutat aviat es van establir artesans i comerciants. Se sap que arribava gent de diversos llocs, per exemple el qui va encomanar l'estàtua de Tiberi procedia de la Narbonesa i,com es pot deduir per la terrissa trobada, s'hi van establir uns artesans procedents de la Costa d'Or. El 1972 es va trobar abundant ceràmica negra i grisa, juntament amb restes d'àmfores italianes i recipients de Lugdunum (Lió).
Va ser la seu dels nervis, però també de l'aristocràcia romana, cosa que es pot veure en el cognom IULIUS en algunes inscripcions. S'hi van instal·lar també membres de les tropes auxiliars que havien participat en les campanyes de l'exèrcit romà contra els pobles alpins els anys 16 i 14 i van portar amb ells monedes d'encunyació helvètica.

## Declivi

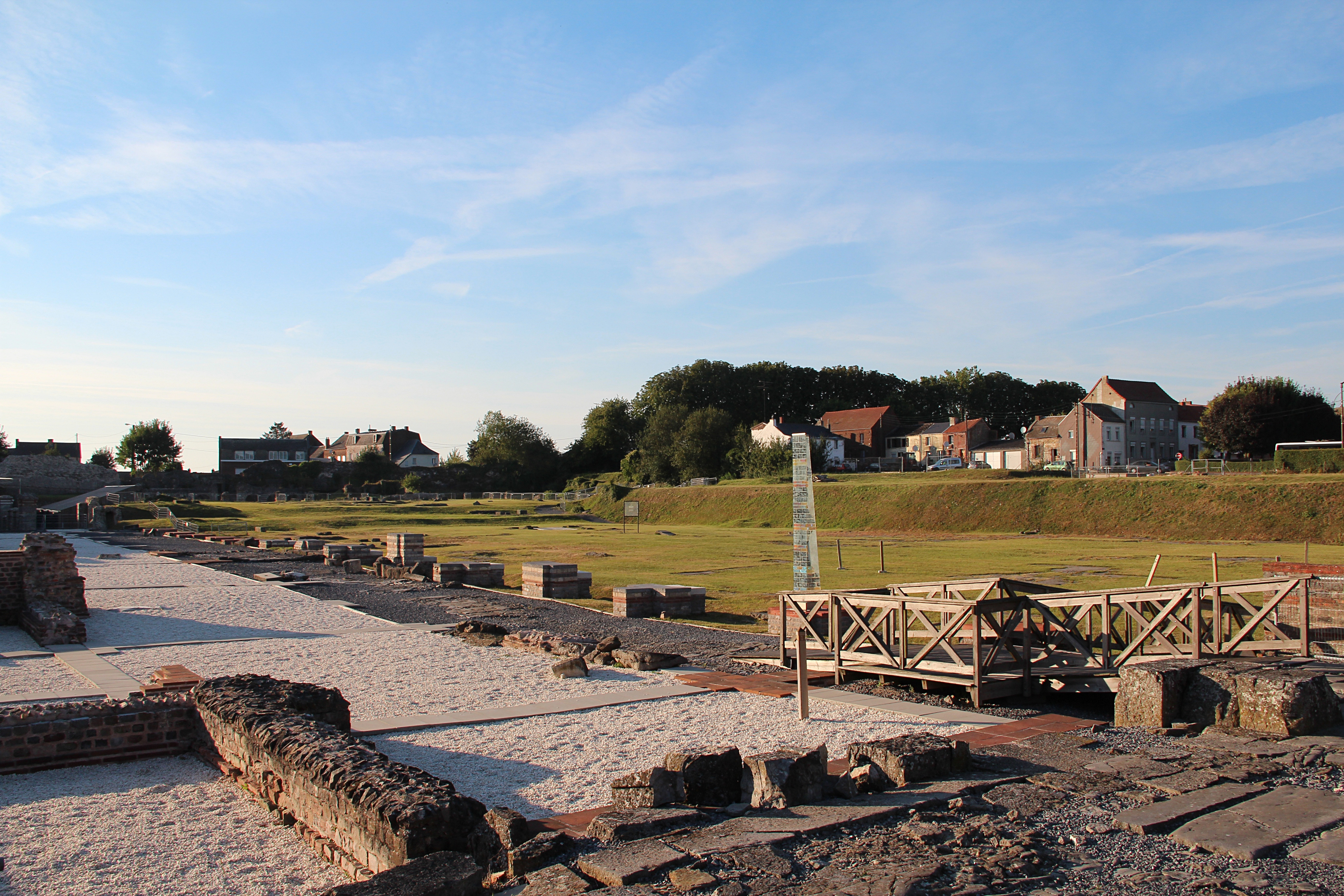
Vista general del fòrum

Des de finals del segle ii, els pobles germànics van seguir el curs del riu Escalda arribant fins a Bàgacum pel camí de Tongeren, saquejant per allà on passaven. A mitjan segle iii, entre els anys 253-254, els francs van travessar el Rin; l'exèrcit de l'emperador Gal·liè s'hi va enfrontar entre 259 i el 263. El 275, els atacs van venir per part dels alamans. Malgrat la resistència dels emperadors Pòstum I i Tètric I i dels gal·loromans, moltes ciutats van ser destruïdes, entre aquestes Bàgacum. La major part de la població va morir o fugir, els problemes lligats a aquests fets van fer que la ciutat ja no tornés a ser un lloc pròsper.
Un cop va tornar la pau amb Dioclecià i la tetrarquia, a finals del segle iii les ciutats es van protegir: la primera fortificació de Bàgacum data del darrer quart del segle iii. La pedra dels edificis destruïts es va utilitzar en l'època de Constantí per doblar aquesta primera muralla i construir dues torres. Amb tot, el declivi era inevitable: la superfície de Bàgacum va quedar reduïda a la zona interna de la muralla i va passar de les 40 hectàrees a només 6 ha. Segons la Notitia Dignitatum, el registre oficial de l'administració imperial, a començaments del segle v Camaracum va reemplaçar Bavacum en capitalitat dels nervis, ja que s'hi havien construït fortins en els camins del voltant que feien que Camaracum quedés més protegida.
Els darrers indicis d'ocupació al fòrum no van més enllà dels anys 430 o 450.
En l'actualitat Bàgacum es torna a dir Bavay, com en els temps anteriors a la romanització. Bavay és una petita població de 4 000 habitants situada entre Valenciennes i Maubeuge.

## Estudis arqueològics
Maurice Hénault va descobrir el 1906 el fòrum i les termes,que estaven alimentades per un aqüeducte que comunicava amb una font natural situada a uns vint quilòmetres. Henri Bievelet, entre els anys 1942 i 1976, va explorar el criptopòrtic i l'esplanada on va estar la basílica civil del fòrum.